# Muntanyesa comuna
La muntanyesa comuna o erèbia comuna (Erebia meolans) és una espècie de lepidòpter papilionoïdeu de la família dels nimfàlids (Nymphalidae) present als Països Catalans.

## Distribució
Serralades de la meitat oest d'Europa. A la península Ibèrica es troba a la Serra de Gredos, Serra de Guadarrama, Conca, Terol, Castelló, Serra de la Demanda, Serralada Cantàbrica, Pirineus, Prepirineus i Montseny.

## Hàbitat
Clars de bosc herbosos i amb flors. L'eruga s'alimenta d'Agrostis capillaris, Deschampsia flexuosa, Nardus stricta, Festuca ovina i Festuca iberica.

## Període de vol
Una generació a l'any entre finals de maig i mitjans d'agost, segons la localitat.